# Mer de Timor
Pour les articles homonymes, voir Timor (homonymie).
La mer de Timor (Laut Timor en  indonésien, Mar Timor en portugais) est un bras de mer de l'archipel indonésien situé entre l'île de Timor (divisée entre l'Indonésie et le Timor oriental), l'Indonésie et le territoire du Nord, en  Australie. Les eaux situées à l'est sont connues sous le nom de mer d'Arafura, toujours dans le même archipel. Deux grands golfes de la côte septentrionale australienne donnent sur la mer de Timor, le golfe Joseph Bonaparte et le golfe Van Diemen. La ville australienne de Darwin est la seule ville d'importance donnant sur cette mer.

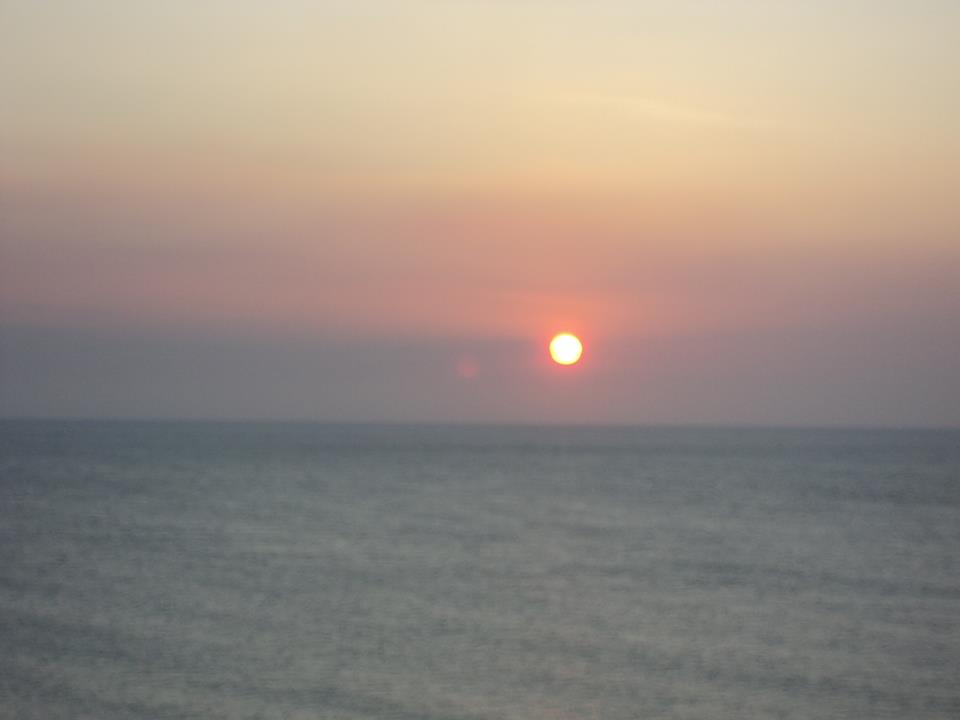
La mer de Timor en Timor-Leste

La mer de Timor fait environ 480 km de large pour une superficie de 610 000 km2. Sa profondeur maximale est de 3 300 mètres, dans sa partie nord au Timor Trough mais la plus grande partie des fonds se situe à moins de 200 mètres. Elle est une source importante de développement d'orages tropicaux et de typhons.
Plusieurs îles baignent la mer de Timor dont l'île Melville au large de l'Australie. On pense que les premiers humains qui sont arrivés en Australie, l'ont fait en "sautant" d'île en île à travers la mer de Timor. 
Le sous-sol sous la mer de Timor contient des réserves considérables de pétrole et de gaz. L'Australie et le Timor oriental se disputent depuis un certain temps à propos des droits d'exploitation dans une zone connue sous le nom de Timor Gap. La revendication territoriale australienne se base sur l'axe bathymétrique (la ligne qui suit la plus grande profondeur du fond marin) sur le Timor Trough. En désaccord avec la revendication du Timor oriental qui reprend l'ancienne revendication de la puissance coloniale portugaise de l'époque avec une ligne de partage située à mi-chemin des côtes de chacun des pays.

## Marée noire
La mer de Timor a subi en 2009 la pire marée noire de l'histoire de l'Australie à la suite de l'explosion du puits Montara. Des millions de litres de pétrole se déversèrent alors. 

## Géographie
L'Organisation hydrographique internationale définit les limites de la mer de Timor de la façon suivante :
- Au nord: Une ligne depuis le tanjung Arousu (8° 20′ 16″ S, 130° 45′ 21″ E), à travers pulau Sermata jusqu’au tanjung Nyadora, la pointe sud-est de pulau Lakor (8° 16′ 15″ S, 128° 14′ 03,67″ E), le long des côtes sud des îles Lakor, Moa et Leti jusqu’au tanjung Tut Pateh (8° 12′ 57″ S, 127° 36′ 04″ E), la pointe ouest de Leti, de là une ligne jusqu’au tanjung Cutcha (8° 23′ 28″ S, 127° 17′ 43″ E), l’extrémité orientale de Timor et le long de la côte sud jusqu’au tanjung Oecina (10° 21′ 16″ S, 123° 27′ 24″ E), sa pointe sud-ouest. De là, par une ligne jusqu’à la pointe nord-est de pulau Roti (tanjung Mondo) (10° 28′ 19″ S, 123° 25′ 32″ E), puis à travers cette île jusqu’au tanjung Boa, sa pointe sud-ouest (10° 56′ 35″ S, 122° 50′ 49″ E).

- À l’est: Une ligne depuis le cap Don jusqu’au tanjung Arousu (8° 20′ 16″ S, 130° 45′ 21″ E), la pointe méridionale de pulau Selaru (8° 20′ 16″ S, 130° 45′ 21″ E) (Îles Tanimbar).

- Au sud: La côte nord de l’Australie depuis le cap Don (11° 18′ 03″ S, 131° 45′ 36″ E) jusqu’au cap Londonderry (13° 44′ 34″ S, 126° 54′ 55″ E)

- À l’ouest: Une ligne depuis le cap Londonderry jusqu’au tanjung Boa, la pointe sud-ouest de pulau Roti (10° 56′ 35″ S, 122° 50′ 49″ E).